# Eilean Liubhaird
Eilean Liubhaird o Eilean Iubhard es una isla en las Islas Hébridas Exteriores, al este de la Isla de Lewis.

## Geografía y geología
Hay dos cumbres en cada punta de la isla, con terreno bajo en  medio. Hay dos loch al oeste, y tres al este, así como cierta cantidad de burns.

## Historia
El topónimo Dùnan en la costa sur puede ser una referencia a un pequeño fuerte de cierta antigüedad.
A pesar de que Haswell-Smith sugiere que el nombre significa "isla de tejos", el predominio de nombres nórdicos en Islas Hébridas Exteriores sugiere que el segundo elemento de "Iubhard" puede ser una corrupción de fjord/firth.
Dean Munro visitó la isla en 1549, y relató "pastos y prados, con una justa caza de nutrias fuera de sus madrigueras".
El 4 de mayo de 1746, Bonnie Prince Charlie se escondió en la isla con algunos de sus hombres durante cuatro días.Las embarcaciones de la Marina Real Británica eran patrullando en el Minch en ese momento. Acamparon bajo una vela extendida sobre una "cabaña lamentable y  baja" mientras llovía torrencialmente.
A principios del siglo XIX, cinco familias vivían allí. Probablemente se habrían movido allí en las anteriores décadas, ya que la historia de la visita Jacobita no menciona ningún habitante. Seanna-Bhaile (que significa la "ciudad vieja") era el asentamiento principal, y había también una casa solitaria conocida como Taigh un' Gheumpaill.